# Firómaco
Firómaco o Pirómaco (Φυρόμαχος, transliterado como Phyromachus o Phiromachos),  identificado como "el Viejo", fue un escultor ateniense, del que Plinio el Viejo recoge que ejecutó los bajorrelieves del templo de Atenea Polias ca. 415 a. C. Añade que esculpió un grupo representando a Alcibíades conduciendo un carro tirado por cuatro caballos. Vivió poco después que Fidias, y destacó como escultor de mármol y de bronce.